# Glenopopillia maculata
Glenopopillia maculata är en skalbaggsart som beskrevs av Lin 1980. Glenopopillia maculata ingår i släktet Glenopopillia och familjen Rutelidae. Inga underarter finns listade i Catalogue of Life.